# الموقع الأثري بسبيطلة
الموقع الأثري بسبيطلة هو موقع أثري يقع في مدينة سبيطلة في الوسط الغربي للجمهورية التونسية. هو أول موقع مزود بإضاءة حركية وبمنظومة إرشادات متكاملة. ويضم العديد من الآثار الرومانية والبيزنطية التي وقع ترميم أغلبها، وهي تحت رعاية المعهد الوطني للتراث، الذي يشرف في مدينة سبيطلة على 12 من مجموع البناءات الأثرية المدرجة في ولاية القصرين. يعود تاريخ الحفريات والترميم للموقع إلى مابين سنة 1906 وسنة 1921.
كما شهد الموقع حفريات بين 1954 و1971 مع انقطاع بين 1955 و1963 بإشراف عالم الآثار نوال ديفال، المختص في الآثار المسيحية القديمة.

## التاريخ

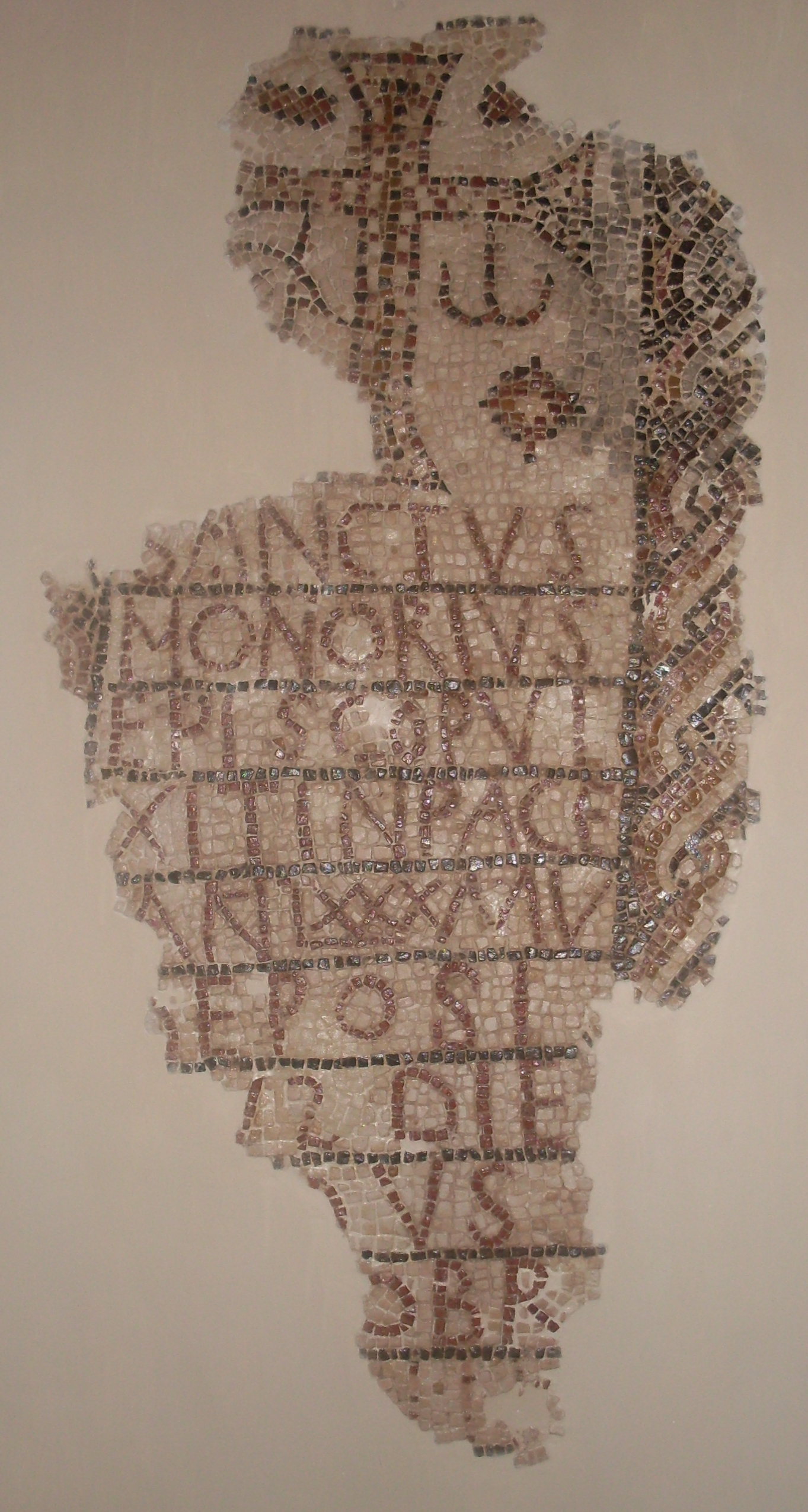
فسيفساء الأسقف هونوريوس موجودة في متحف باردو.

أسس الروم المدينة في منتصف القرن الأول، أثناء فترة حكم الفلافيان. ولا يوجد مصدر واضح لتسمية سفيطلة، سوى افتراض على أنها اسم تصغير لسيفاس؛ وهي تسمية لمدينة سبيبة التي تعود لعهد الإمبراطورية الروماني كلوديوس الذي حكم بين سنة 41 و54. في حين أن تاريخ سفيطلة يعود إلى عهد سلالة الفلافيان الذين حكموا روما بين سنة 69 و96. وقد يكون الاسم مزيج بين العبارتين الأمازيغيتين Suf وThala. تعني العبارة الأولى واد والثاني نافورة أو نبع.
لاقى الموقع الأثري بسبيطلة الاهتمام والدراسة إلى حدود جبل مغيلة، وحاجب العيون، وشمال جلمة. وأثبتت الدراسات أن المدينة كانت مفترق طرق هام في التخطيط الروماني القديم الذي بقي تقريبا على حاله اليوم. وكانت سبيطلة ولازال مفترق طرق وممر لنقل المنتوجات الفلاحية إلى حاجب العيون وجلمة شرقا وإلى كبسا جنوبا وإلى سليوم غربا وإلى سيفاس شمالا.
في الربع الأول من القرن الرابع، تحول سكان سفيطلة إلى المسيحية كباقي مناطق الإمبراطورية الرومانية، بعد أن اعتبر الإمبراطور قسطنطين الأول المسيحية ديانة الإمبراطورية. وتجلت معالم الديانة المسيحية في الكنائس والمعابد التي يحتضنها الموقع.
وشهد الموقع الأثري دمارا فادحا، قد يعود لكارثة طبيعة مثل الزلزال الذي حدث سنة 365م أو قد يكون نتيجة للحرب الطاحنة بين المسلمين والبيزنطيين في سنة 647. والتي تعنت فيها البيزنطيون للمحافظة على الموقع الإستراتيجي.

### تاريخ الحفريات
أثناء دراسته في المدرسة الفرنسية بروما، وفي إطار تربص في علم الآثار، إحتضن الموقع الأثري الطالب الشاب نوال ديفال بين سنتي 1954 و 1955. ثم عاد إلى الموقع الأثري بين 1963 و 1966، وكانت عودته إلى تونس مبرمجة للعمل على الموقع الأثري بحيدرة. لكن قرب هذا الأخير من الحدود الجزائرية جعل الوصول إليه مستحيل في تلك الفترة. فإستغل ديفال الفرصة لمواصلة الحرفيات ومزيد دراسة الموقع الذي تعلق به وبثرائه.

## المباني العمومية

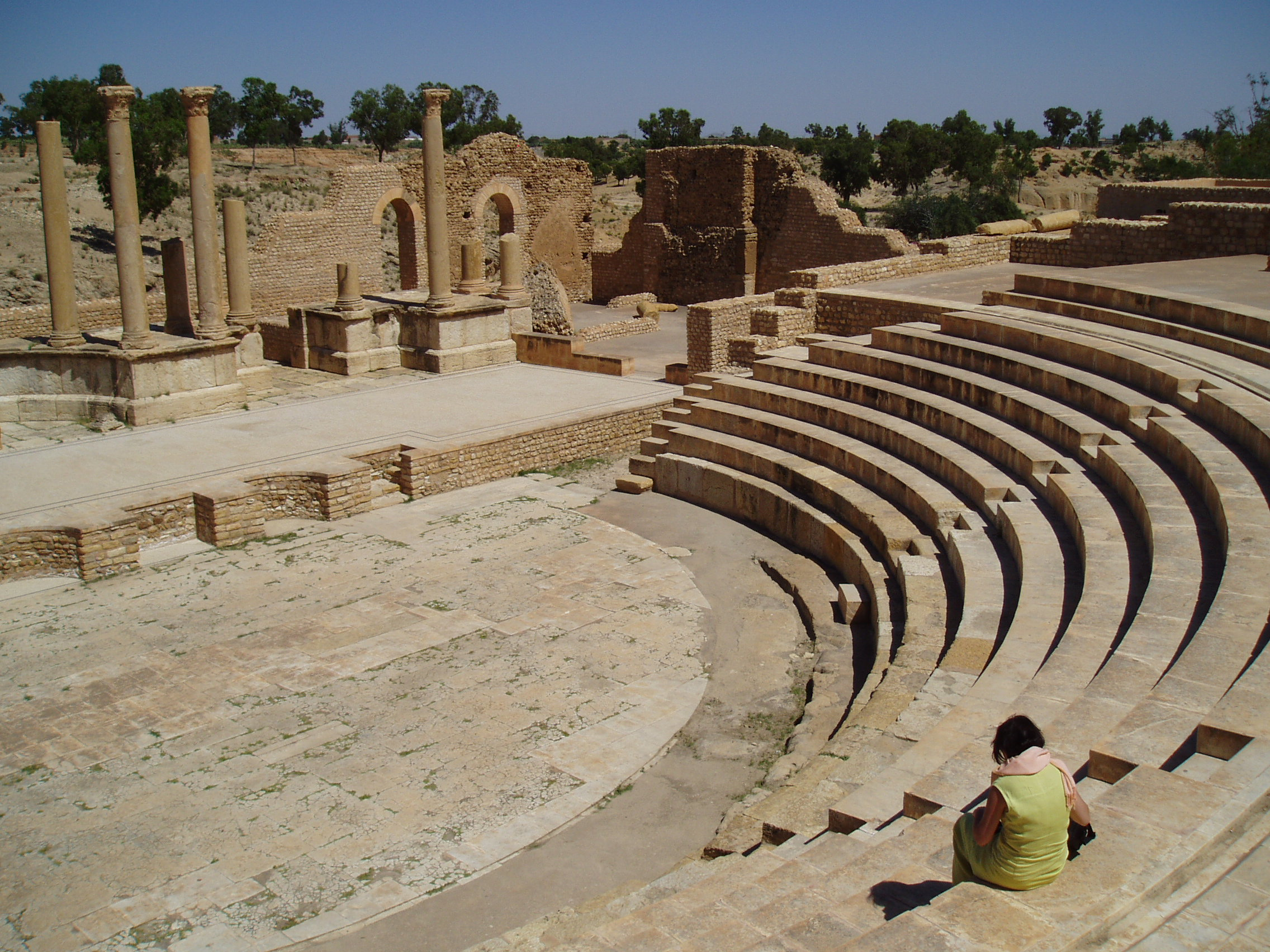
المسرح

عرفت الإمبراطورية الرومانية أثناء حكم الفلافيان وبعده، مستوى رفيع من الازدهار والرقي الذي تجسد في المعالم الأثرية المتبقية في مدن الإمبراطورية ومنها مدينة سبيطلة. حيث نجد قوسي نصر، وكنائس وحمّام عمومي مزخرف بالفسيفساء.

### المسرح
يقع المسرح الروماني في الوسط الشرقي لموقع الأثري، وعلى ضفاف وادي سبيطلة، تم ترميمه حديثا ويستضيف فعاليات المهرجانات التي تنظمها المدينة سنويا.

### الكابيتول

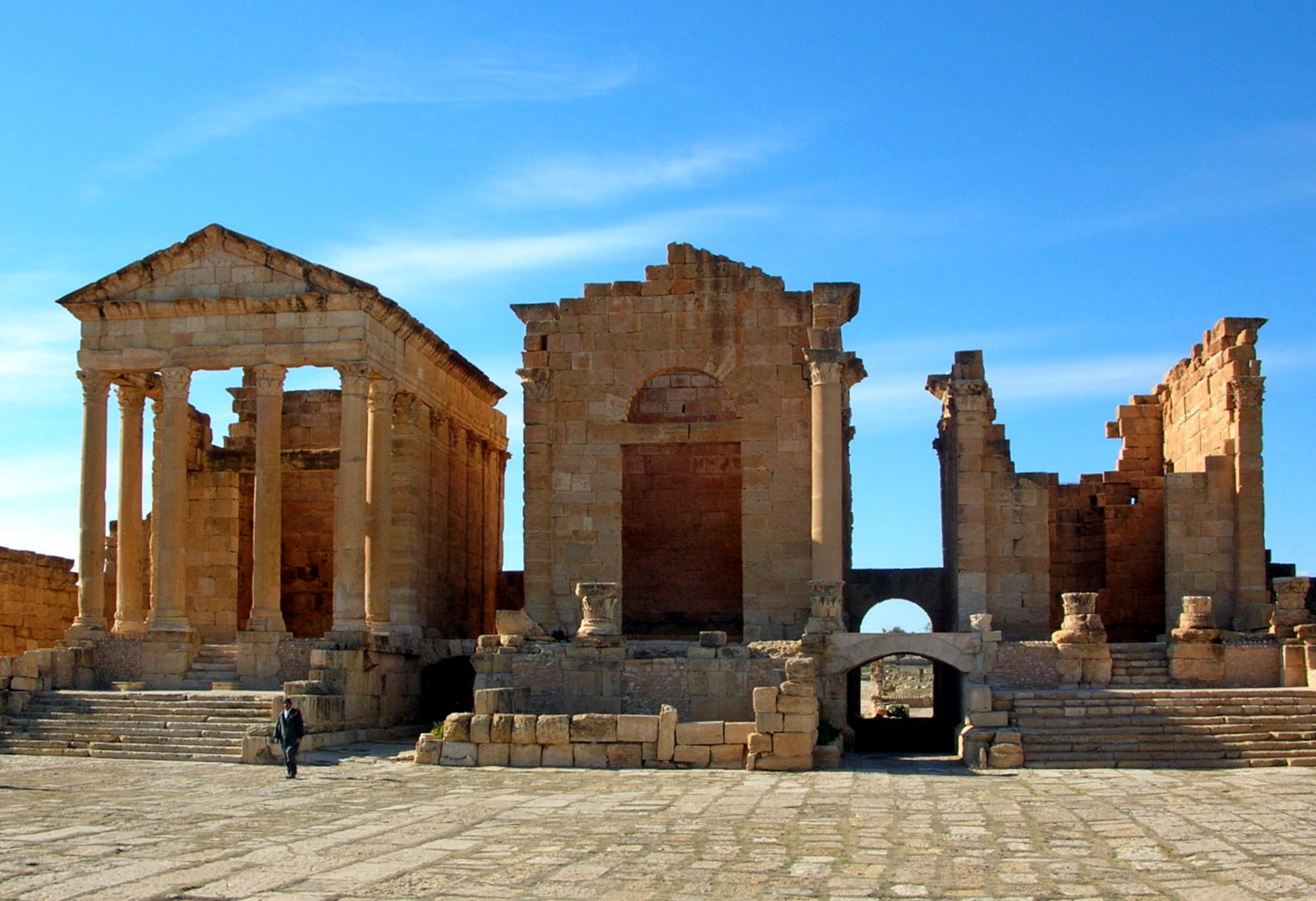
معابد الكابيتول

يتكون الكابيتول من ثلاثة معابد كانت مخصصة لثالوث كابيتولين ملك الآلهة الرومانية وإله السماء والبرق يوبيتر، في الوسط. أخته وزوجته جونو وإلهة العقل والحكمة وربة جميع المهارات والفنون والحرف اليدوية مينيرفا. ويمثل مركز العبادة للمدينة، هو عبارة عن مبنى متجانس وخلاب يعكس النمط المعماري المتداول في الفترة الرومانية. بُنيت كل من المعابد الثلاثة على بوديوم مفصولة بأروقة، ويتصدر كل منها رواق يرتكز على أربعة أعمدة تعتليها قوصرة. يمكن دخول الكابيتول عبر مدارج المعبدين الجانبيين، ولا يوجد مدرج في المعبد الأوسط.

### المنتدى

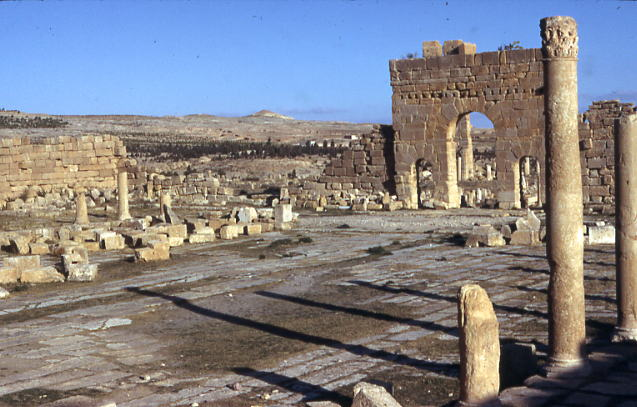
المنتدى الأثري

المنتدى الروماني هو معلم مستطيل الشكل يقع بين قوس أنطونيوس بيوس والكابيتول، يحيط به جدار طوله 70 متر وعرضه 67 متر. تتوسطه بطحاء تمتد على مساحة 37 متر على 34 متر، مفروشة بصفائح من الحجر الجيري، تحيط بها أعمدة من الجوانب الثلاثة، وعددها 13 في الجنوب الشرقي، و15 في الجانبين. وهي متوجة بتيجان من النوع النظام الكورنثي، ليبلغ إرتفاعها الجملي 5.5 متر. في جانبي هذه البطحاء يوجد ممرين بعرض 6 أمتار تمتد إلى حدود الكابيتول، وتؤدي إلى غرف صغيرة عرضها بين الأربعة والخمسة أمتار.

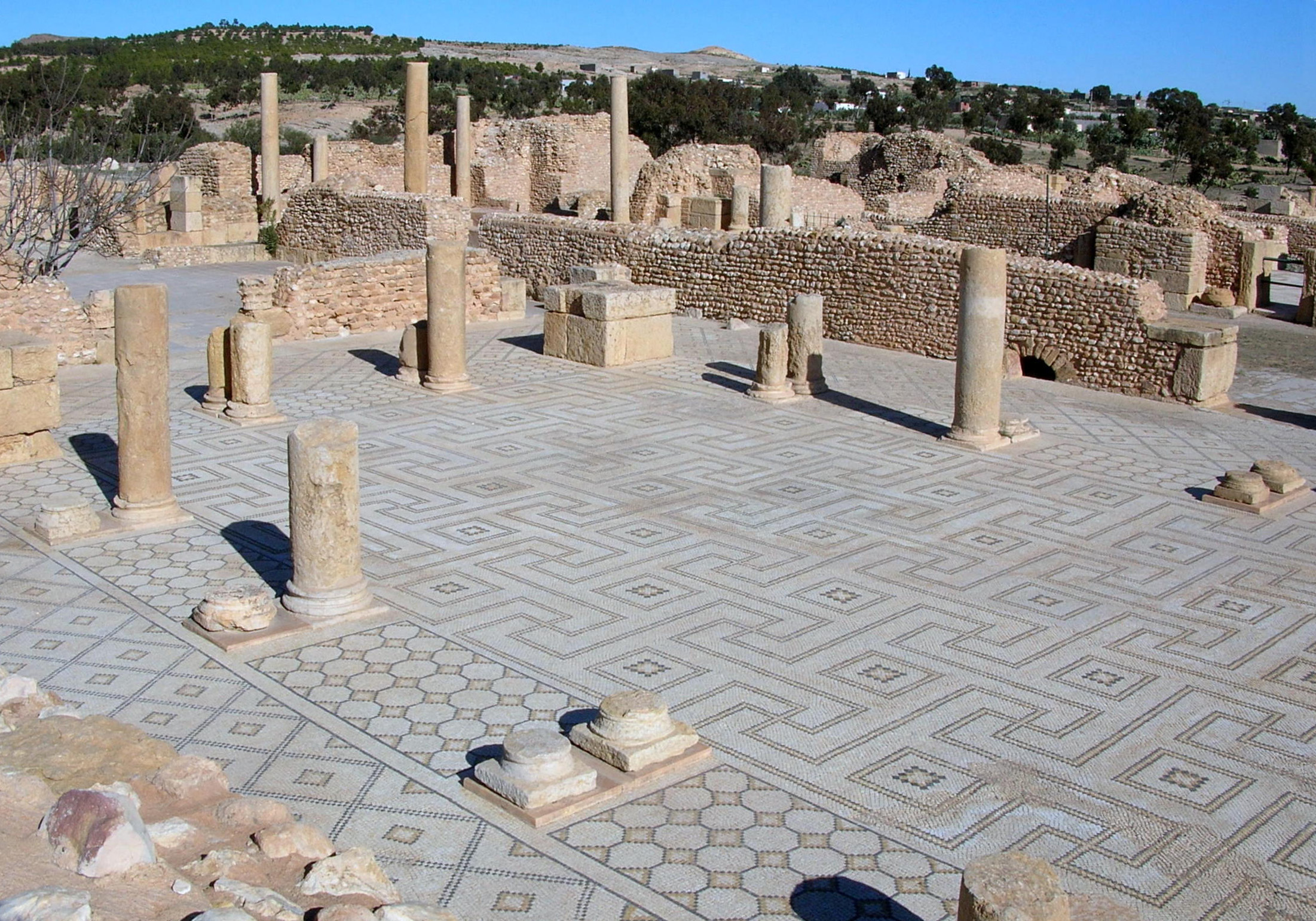
غرفة الإستحمام في الحمّامات العمومية.

### الحمّامات العمومية
هي معلم آخر من بين المعالم الموجودة في الموقع الأثري، تم بنائها في القرن الثالث وشهد عدت حفريات في 1916-1917، 1922 ثم 1946-1949.
تتوفر الحمّامات على غرف بدرجات حرارة مختلفة؛ غرف باردة، غرف ساخنة وغرف معتدلة. بالإضافة إلى احتوائها إلى غرفة إستحمام شاسعة ومنمقة بالفسيفساء.
تتميز غرفة الإستحمام برحابتها وامتدادها على مساحة 27 على 17 متر وهي بدون سقف. تجاوزت دورها الأساسي وهو الإستحمام، لتشمل أيضا التعليم، والمحادثة، الأنشطة الرياضية وحفظ الملابس. كما تحوي كل من الغرف الباردة على مسبح.

### الحصون البرائية
من الأثار البيزنطية القليلة المتبقية في الموقع الأثري نجد ثلاثة حصون وهي مخابئ يتحصن فيها السكان وتتكون من مجموعة من الغرف، وبئر للتزود بالماء الصالح للشرب. ويمكن الولوج إلى الحصون عبر سُلّم، 5

### الجسر المائي

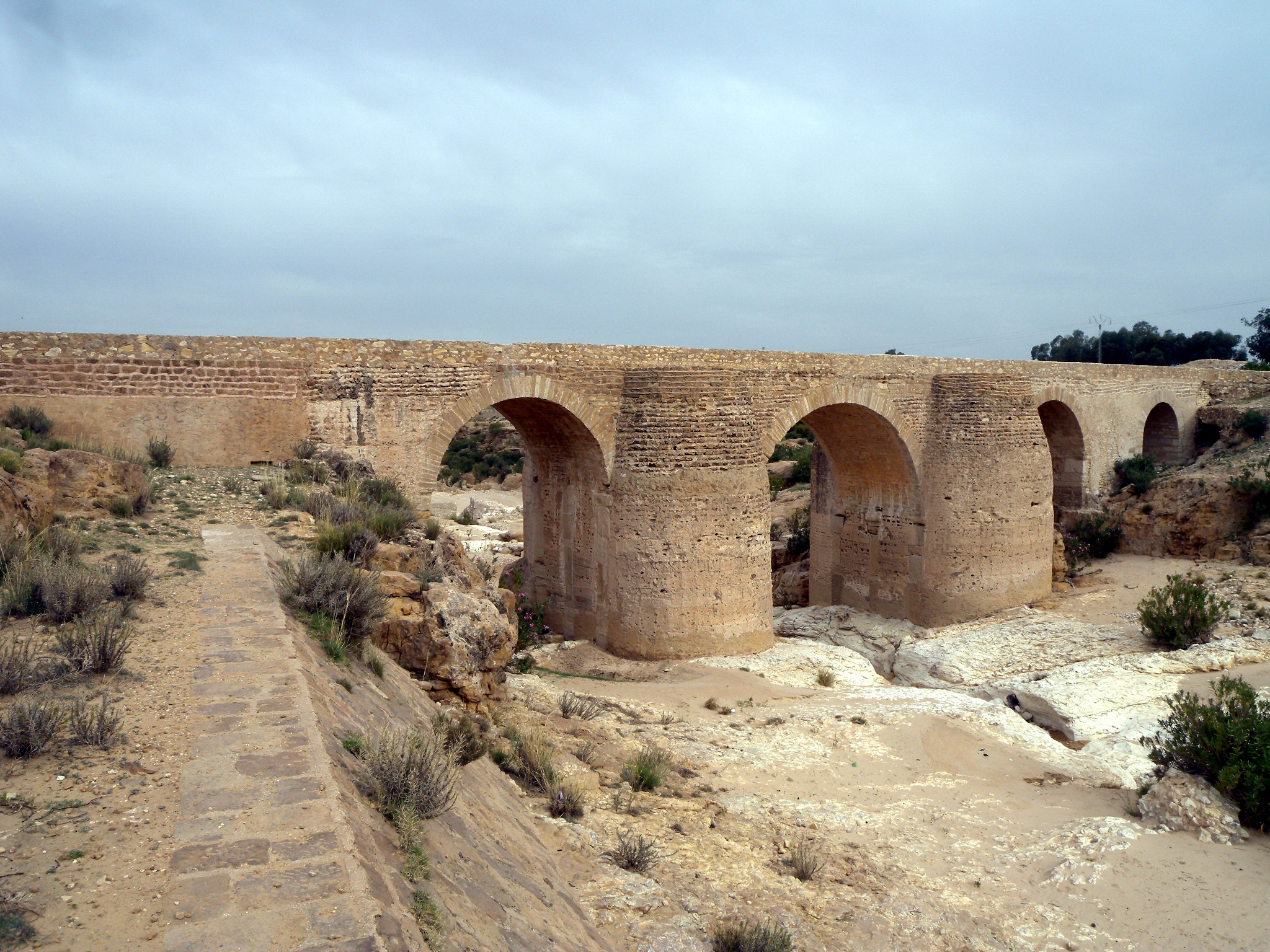
الجسر المائي

يقع هذا الجسر على أطراف الموقع الأثري، على وادي سبيطلة. وهو محفور في الصخر، يمتد على حوالي 50 متر، ويعتمد على 3 أعمدة. وقع ترميم الجسر في الأعمال التي امتدت من سنة 1907 إلى سنة 1911.

## المباني السياسية

### قوس أنطونيوس بيوس

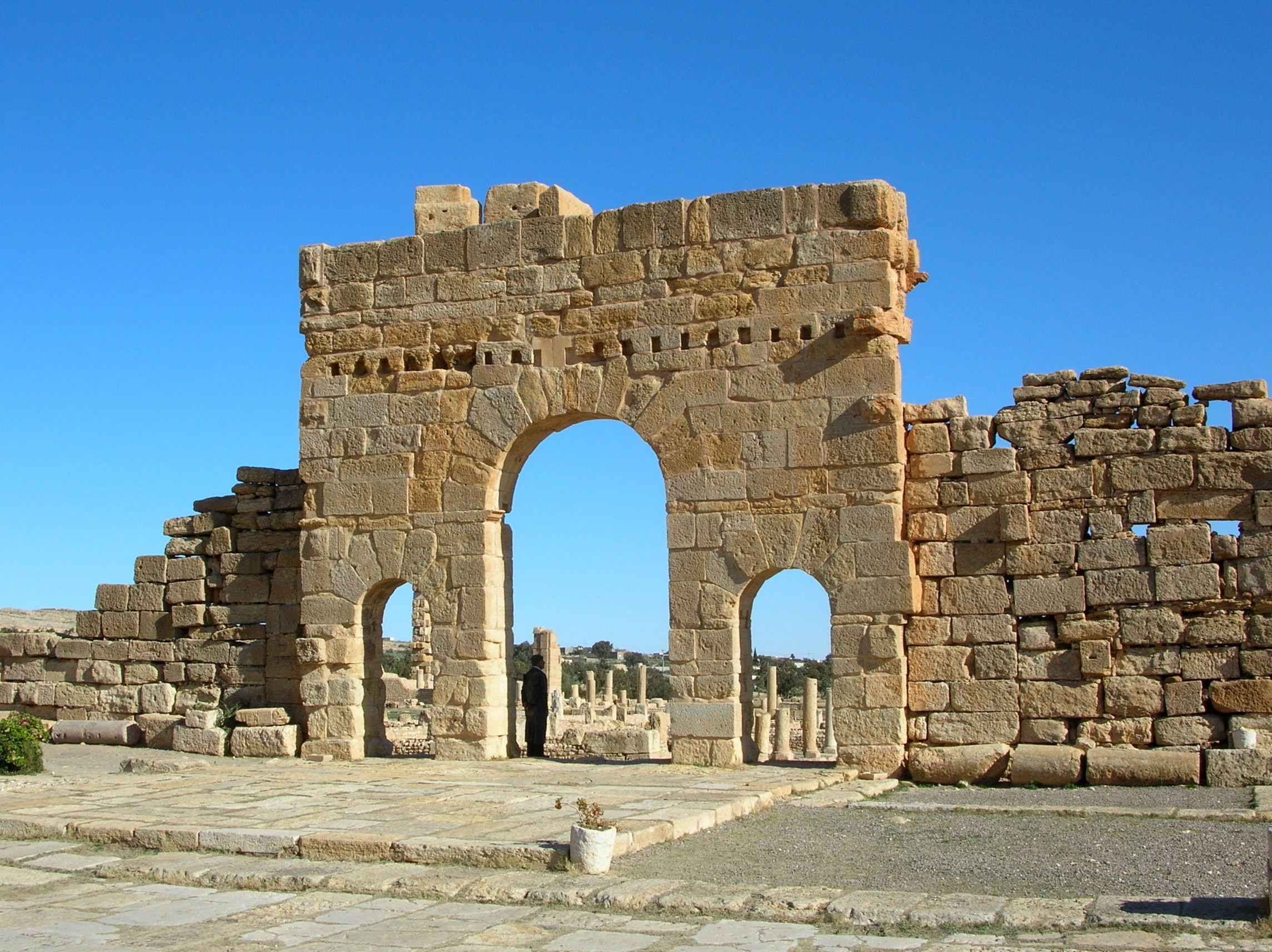
الواجهة الخلفية لقوس أنطونيوس بيوس.

قوس أنطونيوس بيوس هو أحد المعالم الأثرية المتميزة للموقع الأثري لمدينة سبيطلة، وهو هدية للإمبراطور الروماني الخامس عشر أنطونيوس بيوس الذي حكم في الفترة 11 جويلية 138 و7 مارس 161 ولإبنيه بالتبنّي ويعتبر هذا المعلم قوس نصر لما يتميز به من ضخامة ولكونه كان هدية لشخصية مرموقة. يوجد القوس على مدرج بأربعة درجات ويؤدي إلى منتدى، ويتكون من ثلاثة أبواب بأقواس ويرتكز على أربعة أعمدة بتيجان. ويعتمد كل منها على قاعدة.

### قوس ديوكلتيانوس

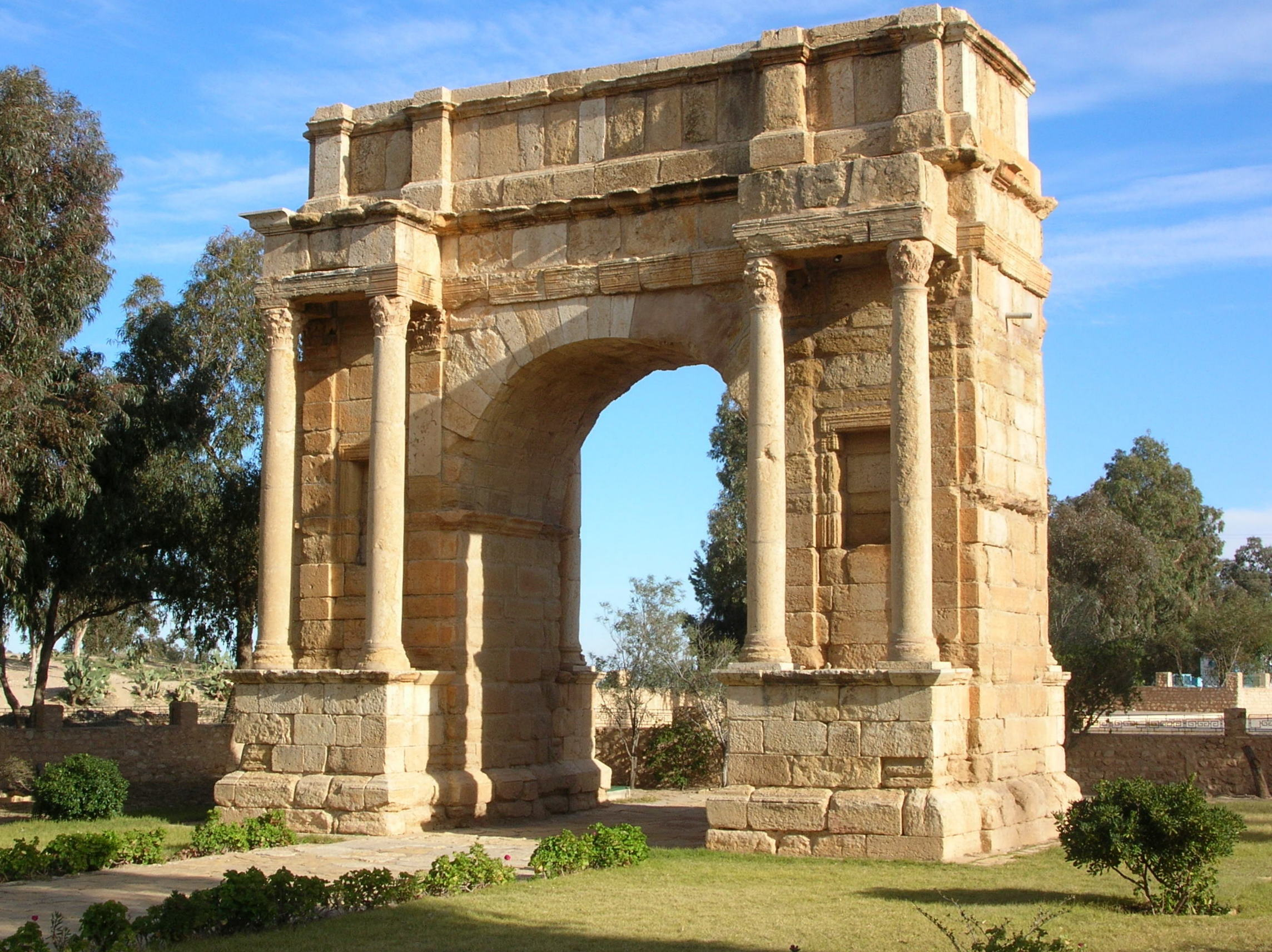
قوس ديوكلتيانوس.

يقع قوس ديوكلتيانوس في الجنوب الشرقي للموقع الأثري، تم ترميم بين سنتي 1910 و1911، وهو المعلم الأثري المميز لمدينة سبيطلة. تم تشيدة كهدية لأباطرة الرباعي الأول في الحقبة الرومانية. والحكم الرباعي هو نظام أسسه الإمبراطور الروماني ديوكلتيانوس، في أواخر القرن الثالث لمجابهة هجمات الأمازيغ المتكررة والتي يصعب مواجهتها من قبل رجل واحد. عُرف الرباعي الأول بهيمنة ديوكلتيانوس، لذلك سمي هذا المعلم الأثري بإسمه.

### قوس سيبتيموس سيفيروس
قوس سيبتيموس سيفيروس موجود في الجزء الفقير من المدينة في الشمال الغربي للموقع، ويبدو إن تشيده كان بجودة أقل من قوس ديوكلتيانوس الذي تشتهر به المدينة والموجود في الجنوب الشرقي للموقع الأثري. ولم يبق من القوس سوى بعض الآثار القليلة.

## دور العبادة

### الكاتدرائية بالاتور

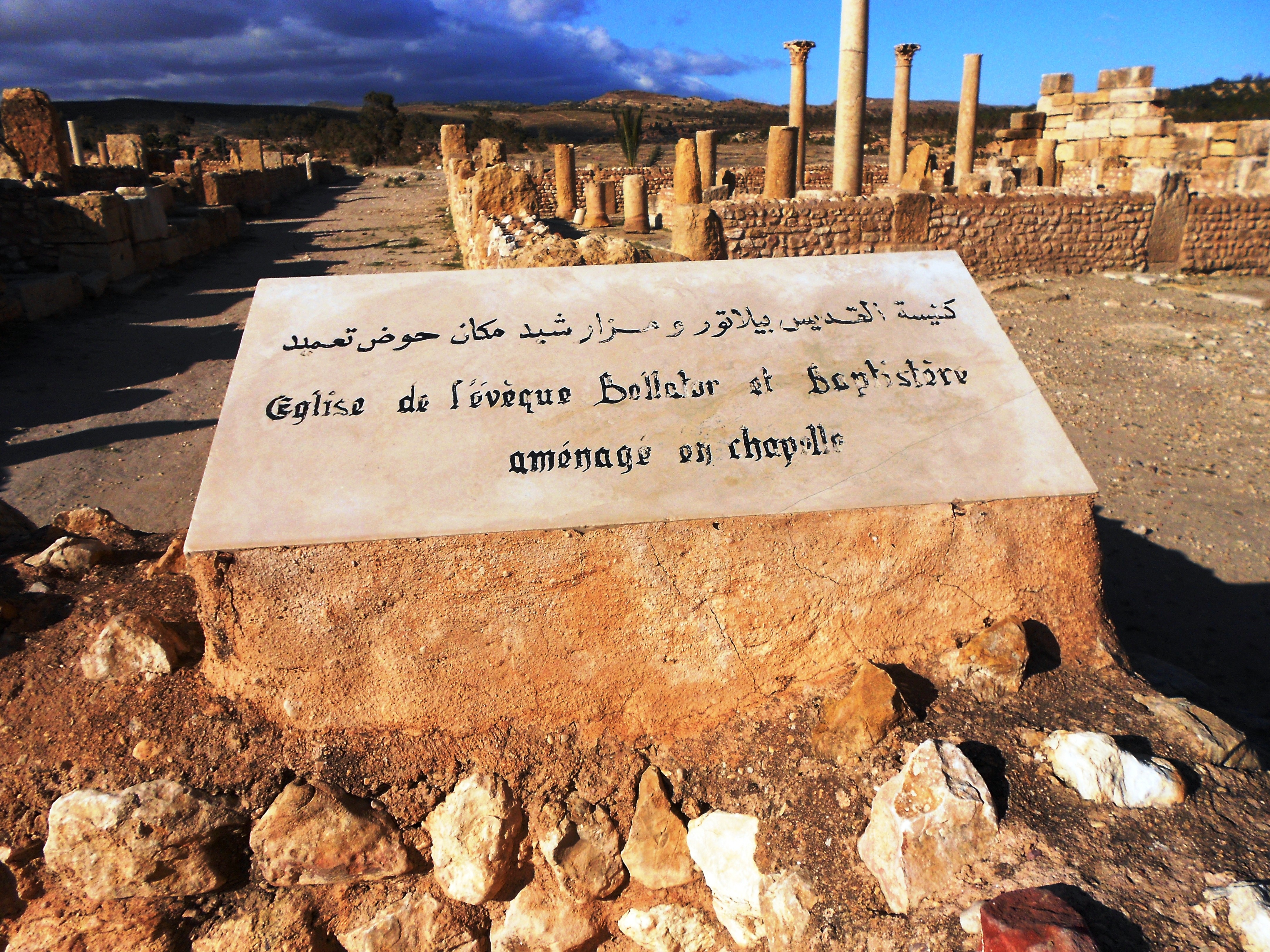
كنيسة بيلاتور

هي الكنيسة الكاتدرائية لسفيطلة، يعود تاريخها للقرن الرابع. شهدت عدة عمليات ترميم. ويمكن الدخول لها عبر بابين جانبيين. تمتد على مسافة 35 متر طولا و15 متر عرضا ويتكون المعلم من 3 أصحن مفصولة بسطرين من ثمانية أزواج من الأعمدة.
في طرفي الصحن الأوسط، تحتوي الكنيسة قبتين. حيث كانت إحداهما مدخل الكنيسة. والبالاتور هي جزء من مركز العبادة للمسيحين الكاثوليك. ما يميز الكاتدرائية معموديتها الجميلة والمزخرفة بالفسيفساء في أرضيتها وجوانبها والمزينة بصور الأسماك. المعمودية محمية بسور من الحديد وهو ما ساهم في حماية الفسيفساء إلى يومنا هذا.

المعبد المجهول

### معبد جوكندوس
هو كنيسة صغيرة يعود تسميتها للأسقف الوندالي في أفريقيا، تم بنائه في القرن الخامس أو بداية القرن السادس. كان في السابق معبودية لكنيسة مستطيلة الشكل، بدون أبواب في جوانب ثلاثة، وباب بقوس في الجانب الرابع. المعبودية لها شكل مميز وبمدرجين على الجانبين يجعلانها في شكل بيضة. بعد تشّيد بناية أخرى وقع الإستغناء عن المعمودية وتحولت إلى معبد صغير وقع إهدائه لجوكندوس، ودُفن فيه.

### المعبد المجهول
يقع هذا المعبد على أطراف الموقع الأثري وقبالة بناء الفصول. هُدمت واجهة المبنى بأكملها، لذلك بقي مجهولا ولا نعلم لأي قديس يتبع.

## معالم أخرى
يحتوي الموقع الأثري على مجموعة من المعالم الأثرية الأخرى، أهمها:
- معاصر الزيت
- كنيستي الفيتاليس وسيرفيس
- الخزّان المائي.

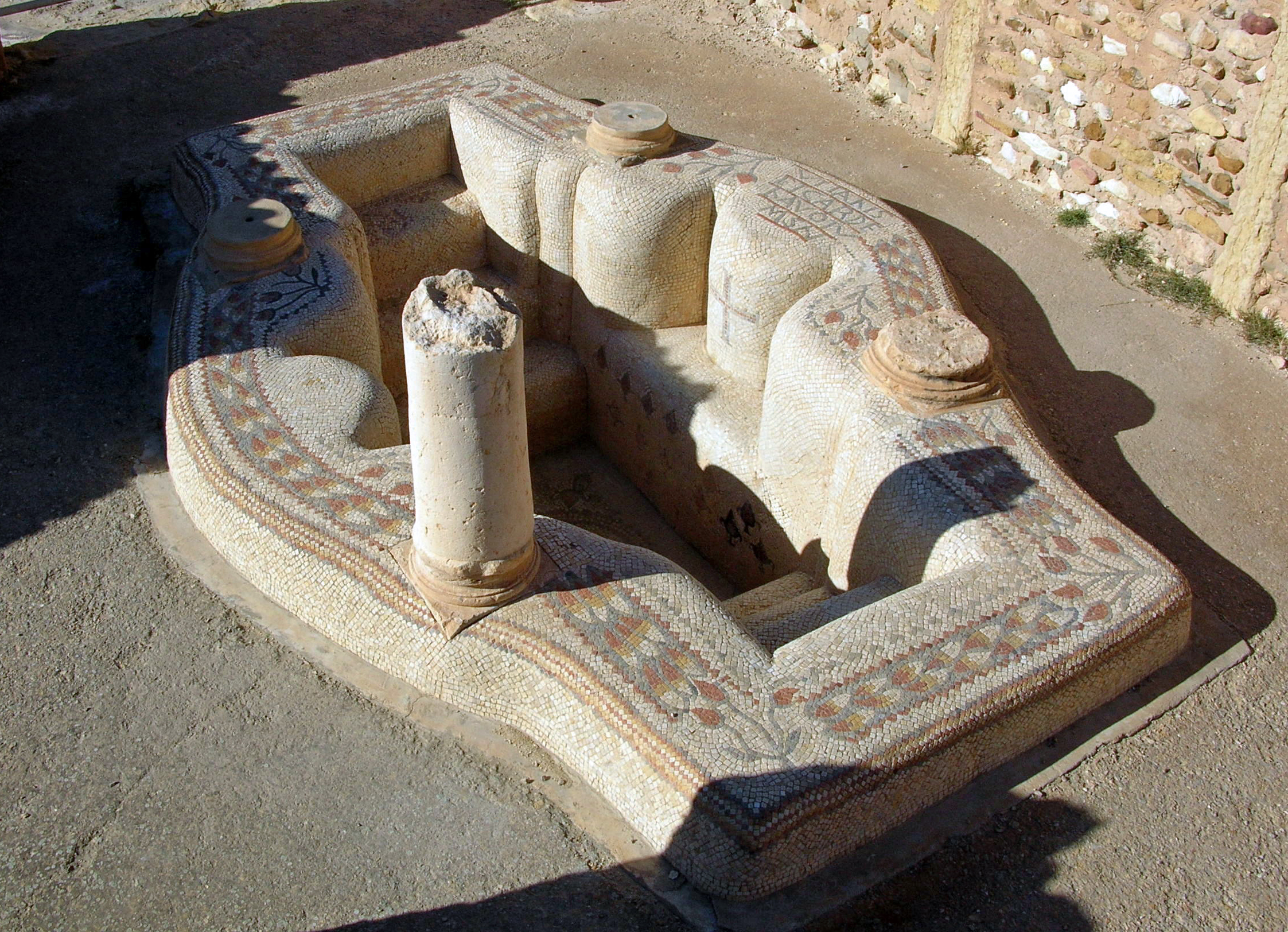
حوض المعمودية لكنيسة فيتاليس.
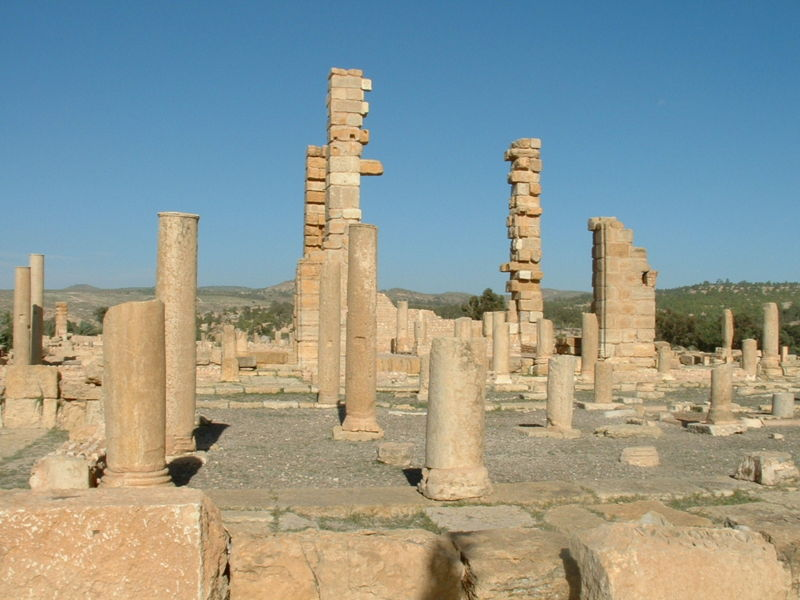
كنيسة سيرفيس
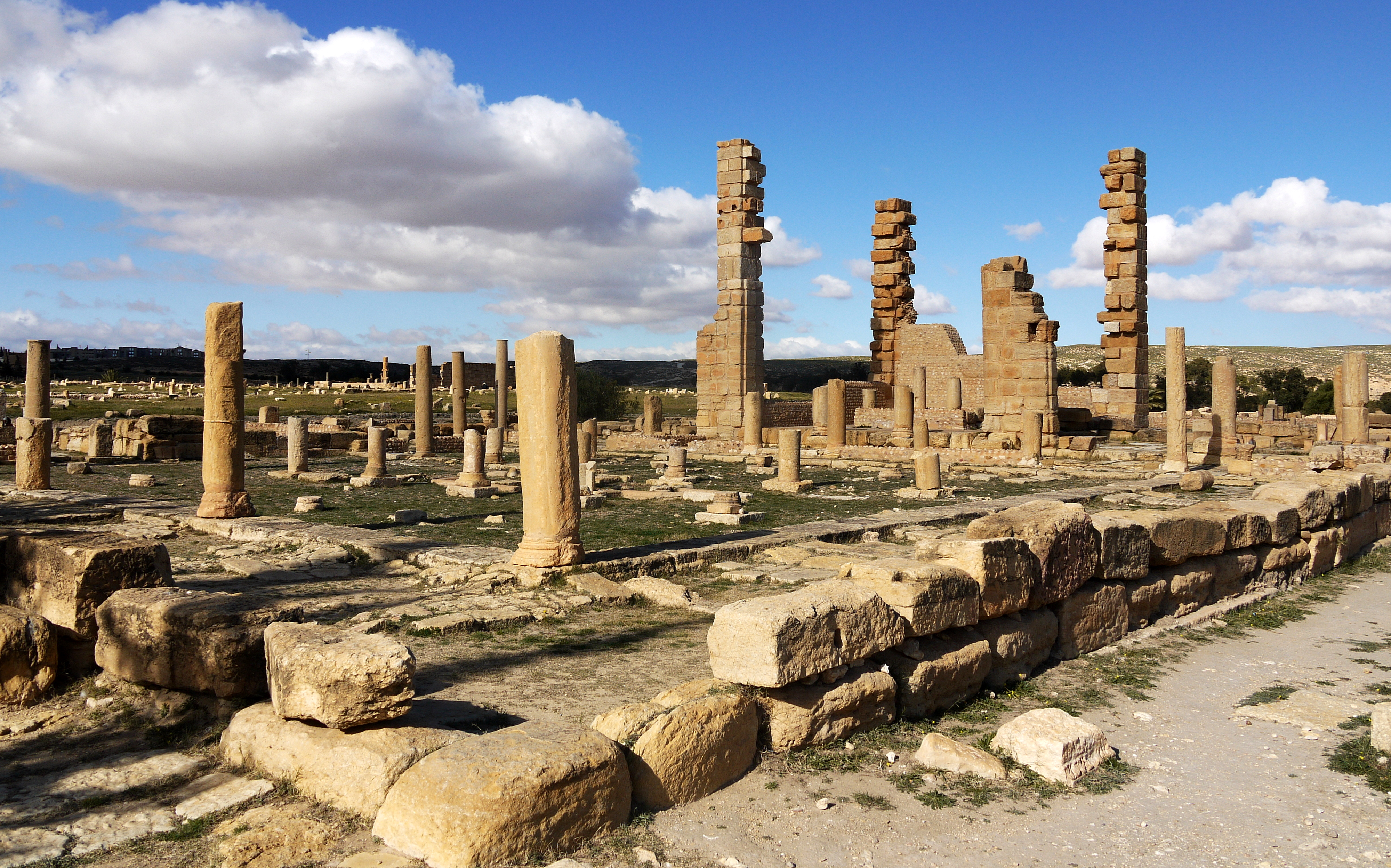
كنيسة فيتاليس.
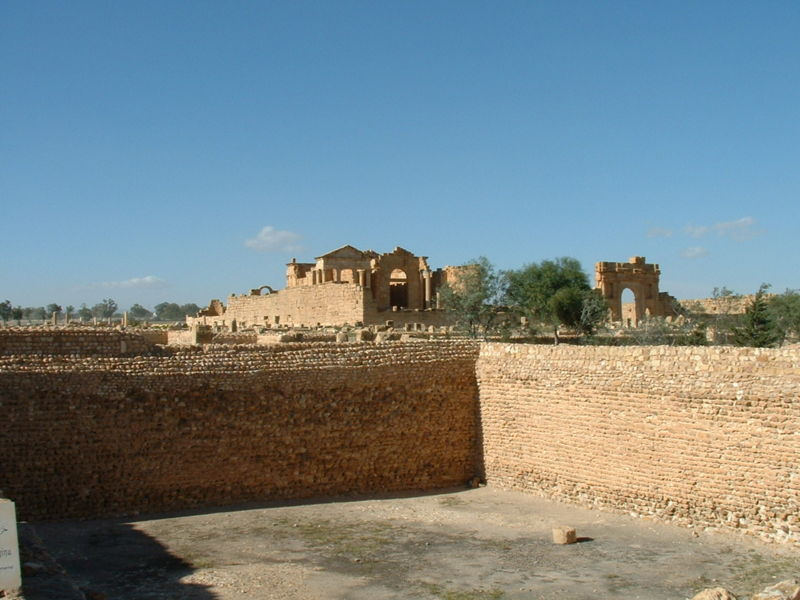
الخزّان المائي
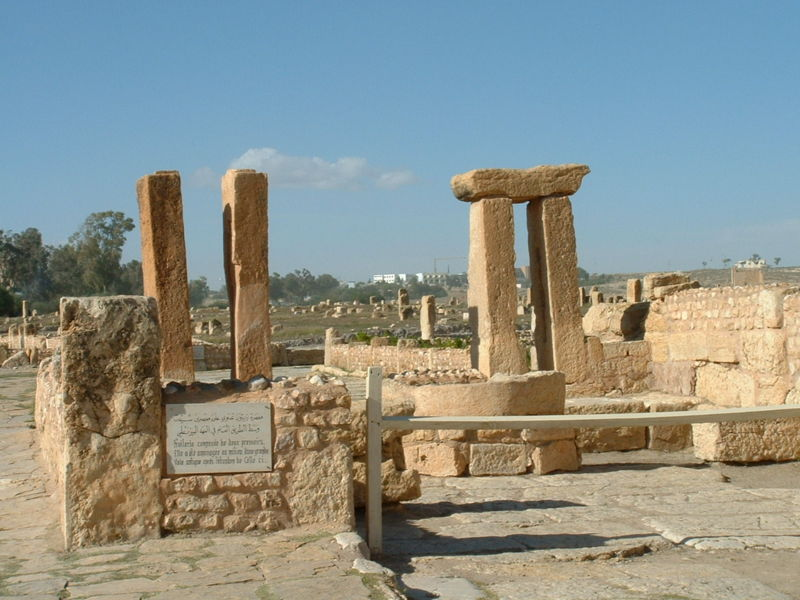
معاصر الزيت

## مواضيع ذات صلة
- المتحف الأثري بسبيطلة
- سبيطلة